# Koby (Ukraina)
Koby (ukr. Коби) – wieś na Ukrainie, w obwodzie połtawskim, w rejonie połtawskim, w hromadzie Nowi Sanżary. W 2001 liczyła 238 mieszkańców, spośród których 228 wskazało jako ojczysty język ukraiński, 6 rosyjski, 2 mołdawski, a 2 węgierski.
Do 2020 w rejon nowosanżarskim.